# Daniel Clement Colesworthy
Daniel Clement Colesworthy (ur. 14 lipca 1810, zm. 1 kwietnia 1893) – amerykański drukarz, wydawca, księgarz i poeta. Urodził się w Portland w stanie Maine 14 lipca 1810. Jego rodzicami byli Daniel Pecker and Anna Collins Colesworthy. W wieku 14 lat rozpoczął praktykę zawodową u drukarza Arthura Shirleya z Christian Mirror. Od 1840 wydawał Youth's Monitor, a od 1841 Portland Tribune. Poślubił Mary Jane Richardson (1812-1874), z którą miał ośmioro dzieci, Daniela Clementa, Mary Jane, Charlesa Jenkinsa, Ellen Marię, George’a Edwarda, Harriet Ann, Alice Elizabeth i Williama Gibsona. Wydał między innymi zbiory The Wreath (1843) i A Group of Children: and Other Poems (1865). Zmarł 1 kwietnia 1893.